# Боско (Ређо Емилија)
Боско је насеље у Италији у округу Ређо Емилија, региону Емилија-Ромања.
Према процени из 2011. у насељу је живело 706 становника. Насеље се налази на надморској висини од 88 м.